# Carmine Florio
Carmine Florio (Tropea, 15 agosto 1954) è un ex cestista italiano.

## Carriera
Ha giocato in Serie A2 a Pesaro nel 1975-76 e successivamente in Serie A1 a Mestre nel 1979-80.